# 4907 Zoser
4907 Zoser eller 7618 P-L är en asteroid i huvudbältet som upptäcktes den 17 oktober 1960 av den nederländsk-amerikanske astronomen Tom Gehrels och det nederländska astronomparet Ingrid van Houten-Groeneveld och Cornelis Johannes van Houten vid Palomarobservatoriet. Den är uppkallad efter den egyptiska faraon Djoser.
Asteroiden har en diameter på ungefär 21 kilometer.